# Barbara Górzyńska
Barbara Górzyńska (ur. 4 grudnia 1953 w Ćmielowie) – polska skrzypaczka i pedagog muzyczny.

## Życiorys
Ukończyła Państwowe Liceum Muzyczne w Łodzi. Jest absolwentką Państwowej Wyższej Szkoły Muzycznej w Łodzi w klasie skrzypiec Zenona Płoszaja. Laureatka konkursów muzycznych, m.in. Międzynarodowego Konkursu Skrzypcowego im. Henryka Wieniawskiego w Poznaniu (III miejsce, 1972), Międzynarodowego Konkursu Skrzypcowego im. Vaclava Humla w Zagrzebiu (I miejsce, 1977) i Międzynarodowego Konkursu Skrzypcowego im. Carla Flescha w Londynie (I miejsce, 1980).
Występowała na licznych koncertach z takimi orkiestrami jak: London Philharmonic Orchestra, Royal Philharmonic Orchestra, English Chamber Orchestra, Scottish Symphony Orchestra, Filharmonia Narodowa, Sinfonia Varsovia, Berliner Symphoniker, Berliner Staatskapelle i wieloma innymi.
Dokonała nagrań płytowych i radiowych, m.in. dla Polskiego Radia, Westdeutsche Randfunk i BBC. Obok działalności koncertowej zajmuje się również pedagogiką. W latach 1991–1994 prowadziła gościnnie klasę skrzypiec w Hochschule für Musik und darstellende Kunst w Grazu (obecnie Kunstuniversität Graz). Była profesorem w Prayner Konservatorium w Wiedniu.